# Татишњак
Татишњак је мало ненасељено острво у хрватском делу Јадранског мора.
Острво се налази источно од Дугог отока испред залива Тотка и Букашин. Површина острва износи 0,01 км². Дужина обалске линије је 0,38 км.. Највиши врх на острву је висок 8 метара.